# Model (zawód)

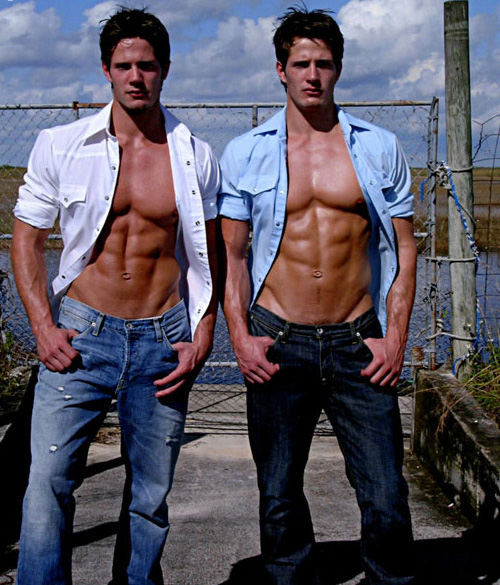
Modele

Model (mężczyzna), modelka (kobieta) – osoba zawodowo zajmująca się pozowaniem artyście (fotografowi, malarzowi, rzeźbiarzowi) lub demonstrowaniem strojów podczas pokazów mody.

## Terminy związane z zawodem modela

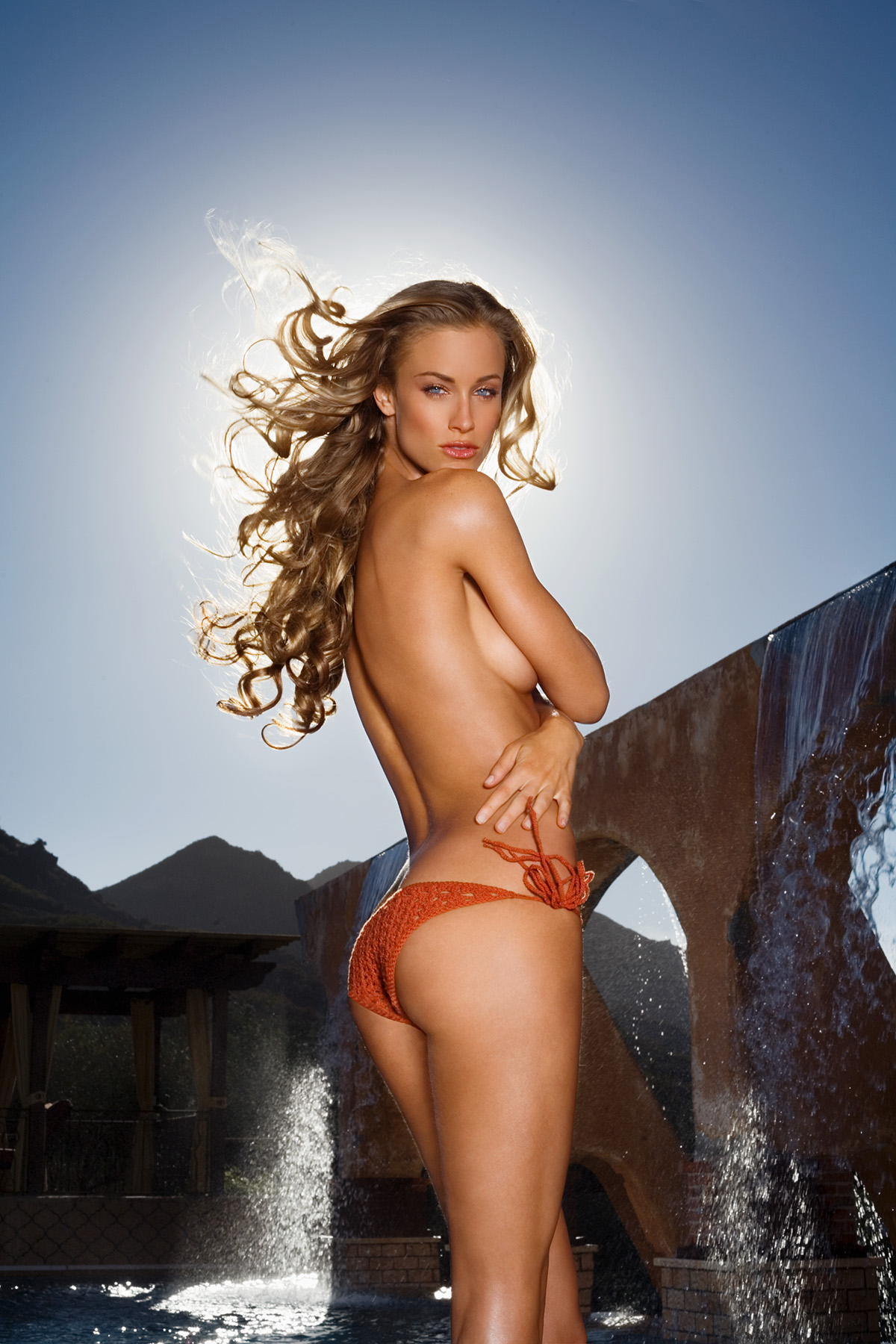
Fotomodelka na planie zdjęciowym

- Fotomodeling polega na pozowaniu modela bądź modelki celem ich sfotografowania. Pozowanie może odbywać się w różnych zakresach. Zakresy pozowania (w branży zwane również „dyspozycyjnością”) to m.in.:
- Portret – fotografia, której głównym tematem jest osoba fotografowana. Portret nie musi ograniczać się wyłącznie do twarzy, może to być także zdjęcie całej sylwetki.
- Fashion – fotografia mody – sednem jest tu przedstawienie odzieży, obuwia lub dodatków. Fotografie modowe stały się częścią fotografii artystycznej. W fotografii mody nie obowiązują kanony, twórcy mają swobodę w kreacji i realizacji swoich wizji.
- Bielizna, kostium kąpielowy – wykonywane są portrety modelki w bieliźnie lub samej bielizny jako tematu głównego.
- Beauty – fotografie typowe m.in. dla reklam kosmetyków i biżuterii, w których tematem jest uroda, zdrowy wygląd, makijaż i fryzura.
- Glamour – gatunek fotografii, w którym osoby pozujące, zwykle kobiety, są przedstawiane w atrakcyjny seksualnie sposób. Pozowanie odbywa się w zakresie od pełnego ubrania do nagości, przy czym sutki i srom są zakryte lub w inny sposób odwraca się od nich uwagę widza. Fotografia Glamour jest zazwyczaj mniej dosadna niż pornografia i erotyka, choć termin ten bywa również używany jako eufemizm dla fotografii erotycznej. Zdjęcia glamour prezentują np. czasopisma dla mężczyzn jak „Playboy”, „Maxim” czy „CKM”.
- Topless – Jest to kategoria pomocnicza, pomagająca ustalić szczegóły sesji, wstępnie informując, że modelka będzie pozowała z odkrytymi piersiami.
- Akt – przedstawienie ludzkiego ciała nago, bez zakrycia. Akt jest jednym z najważniejszych tematów malarskich i fotograficznych w historii sztuki. Trudno jednoznacznie określić, że akt jest fotografią modelki pozującej nago, gdyż często zdjęcie na którym modelka pokazująca tylko nagie plecy również zaliczane jest do aktu. Do aktu możemy zaliczyć również pozowanie topless. Należy podkreślić, że akt to nie są zdjęcia erotyczne ani pornograficzne, chociaż zdarza się, że pokazane są intymne części ciała.
- Nagość zakryta – taki rodzaj aktów, na których modele lub modelki występują nago, ale szczegóły anatomiczne są ukryte w cieniu bądź zakryte np. tkaniną, rekwizytami czy dłońmi.

## Niektóre rodzaje modelingu

### Modelki i modele magazynów
Zawód modelki i modela obejmuje również pozowanie w magazynach o modzie. W szczególności w Japonii istnieją różne rodzaje modelek i modeli magazynów mody. Występują tam tak zwane ekskluzywne modelki (専属モデル, senzoku moderu), to modelki, które pojawiają się regularnie w jednym magazynie i pracują wyłącznie dla niego. Z drugiej strony są także modelki uliczne (読者モデル, dokusha moderu, w skrócie „dokumo”), to modelki amatorki, które pracują w niepełnym wymiarze godzin dla magazynów mody w połączeniu ze szkołą bądź pracą. W przeciwieństwie do modelek profesjonalnych modelki uliczne mają przedstawiać wygląd przeciętnego człowieka, tak więc nie pojawiają się na wybiegach i nie są kontraktowane na wyłączność z magazynem mody. Natomiast jeżeli modelka uliczna jest wystarczająco popularna, to niekiedy staje się ekskluzywną modelką. Wiele ikon mody i muzyków w Japonii zaczynało swoją karierę jako modelki uliczne, w tym Kaela Kimura czy Kyary Pamyu Pamyu.

### Gravure idol
Gravure idol (グラビアイドル, gurabia aidoru; wklęsły idol), nazwa często skracana do gradol (グラドル, guradoru), to modelka, która pracują głównie dla magazynów dla mężczyzn i często pojawiają się w fotoksiążkach i na płytach DVD. Modelki te są uważane za część ogólnego przemysłu idoli w Japonii.